# Recopa Sudamericana 1989
La Recopa Sudamericana 1989 è stata la prima edizione della Recopa Sudamericana; in questa occasione a contendersi la coppa furono il vincitore della Coppa Libertadores 1988 e il vincitore della Supercoppa Sudamericana 1988.

## Tabellino

### Andata
| Arbitro: | Romualdo Arppi Filho |

| |            | |
| Fonseca 71’ | Marcatori  | |
| · Jorge Seré · Tony Gómez · Felipe Revelez · Hugo de León · José Pintos Saldanha · Santiago Ostolaza · Jorge Cardaccio · 83’ Javier Cabrera · William Castro · 67’ Julio Zoppi · Sergio Olivera · 67’ Daniel Fonseca · 83’ Carlos Soca | Formazioni | · Julio César Balerio · Carlos Vásquez · Gustavo Costas · Néstor Fabbri · Carlos Olarán · Jorge Acuña · Hugo Lamadrid · Mario Videla 74’ · Norberto Ortega Sánchez 78’ · Ramón Medina Bello · Walter Fernández · José Raúl Iglesias 74’ · Miguel Ángel Colombatti 78’ |
| Héctor Núñez | Allenatori | Alfio Basile |

### Ritorno
| Arbitro: | Gabriel González Roa |

| |            | |
| · Julio César Balerio · Carlos Vásquez · Gustavo Costas · 24’ Néstor Fabbri · Carlos Olarán · Jorge Acuña · Hugo Lamadrid · 76’ Mario Videla · José Raúl Iglesias · Ramón Medina Bello · Walter Fernández · 24’ Cosme Zaccanti · 76’ Miguel Ángel Colombatti | Formazioni | · Jorge Seré · Tony Gómez · Felipe Revelez · Hugo de León · Carlos Soca · Santiago Ostolaza · Jorge Cardaccio · Javier Cabrera · William Castro · Julio Zoppi 60’ · Sergio Olivera 80’ · Daniel Fonseca 60’ · Enrique Saravia 80’ |
| Alfio Basile | Allenatori | Héctor Núñez |